# Сјеверни Епир
Сјеверни Епир (грч. Βόρειος Ήπειρος, Vorios Ipiros; алб. Epiri i Veriut) термин је која се односи на оне дијелове историјске области Епир, који су данас дио Албаније. Термин претежно користе Грци и подвезан је са постојањем значајног удјела грчког становништва у тој области. Такође, има политичку конотацију због претензија на ову територију, на основу подручја које је контролисала Грчка, а коју су 1914. године мјесни Грци проглашена независном државом противећи се анексији новооснованој Кнежевини Албанији. Термин већина Албанаца углавном одбацју због иредентистичког значења.
Термин „Сјеверни Епир” је први пут употребљен у званичној грчкој преписци  1886. године, како би се описали сјеверни дијело Јањинског вилајета. Грци су почели да га користе 1913. године, након стварања албанске државе послије балканских ратова, у чији су састав ушле и територије које су многи Грци сматрали географски, историјски, културолошки и етнолошки повезаним са грчком регијом Епир, још од античког доба. У прољеће 1914. године, Аутономну Републику Сјеверни Епир су прогласили Грци са тог подрчија, призната је од албанске владе, иако је била краткотрајна с обзиром да се Албанија урушила почетком Првог свјетског рата. Грчка је то подручје држала од 1914. до 1916. и покушала је, неуспјешно, анектирати у марту 1916. Грчке снаге су са тог подручја потискле италијанске, које су заузеле већину Албаније. На Париској мировној конференцији 1919. године то подручје је додјељено Грчкој, али је оно предато Албанији у новембру 1921. године, након пораза Грчке у Грчко-турском рату. Након инвазије Италије на Грчку са територије Албаније 1940. године и успјешног грчког противнапада, грчка војска је накратко заузела Сјеверни Епир на шест мјесеци, све до њемачке инвазије на Грчку 1941. године.
Напетости су остале високе током Хладног рата, јер је грчка мањина била изложена репресивним мјерама (заједно са остатком становништва у земљи). Иако је Хоџин режим признао грчку мањину, ово признање се односило само на „званичну мањинску област” која се састојала од 99 села, изостављајући важна грчка насеља, као што је Химара. Људи изван званичне мањинске области нису се образовали на грчком језику, који је био забрањен у јавности. Хоџин режим је промијенио етничку слику подручја тако што је преселио Грке који су живјели тамо и умјесто њих ту населио Албанце из других дијелова земље. Односи су се почели побољшавати 1980-их, након што је Грчка одустала од претензија на Сјеверни Епир и укидањем званичног ратног стања између двије земље. Послије Хладног рата односи су даље напредовали, иако су опстале напетости везане за доступност образовања на грчком језику изван званичне мањинске области, власничких права и повремених насилних инцидената чија су мета били припадници грчке заједнице.